# Verkehrsverlagerung
Verkehrsverlagerung oder auch Modal Shift ist ein Instrument der Verkehrsplanung. Im Sinne einer auf Nachhaltigkeit ausgerichteten Verkehrsplanung und -politik gehört sie neben der Verkehrsvermeidung und der umweltverträglichen Abwicklung bestehender Mobilitätsbedürfnisse zu den verkehrswissenschaftlichen Grundansätzen.

## Konzepte
Jedem Konzept der Verkehrsverlagerung liegt die Erkenntnis zu Grunde, dass die Verkehrszweige (auch: Verkehrsträger) Straße, Schiene, Luft und Wasserwege und die ihnen zugeordneten Verkehrsmittel unterschiedlich günstige Umwelteigenschaften besitzen. Für den Nutzer eines Verkehrsmittels ist indes oftmals weniger die Umweltqualität von Bedeutung als die Geschwindigkeit, Bequemlichkeit oder die Kosten der Beförderung. Auf vielen Relationen konkurrieren mehrere Verkehrsmittel. Der Ansatz der Verkehrsverlagerung verfolgt daher die qualitative Aufwertung ressourcenschonender Verkehrsangebote wie dem ÖPNV oder dem Bahnverkehr –mit dem Ziel, vor allem Fahrgastströme (ggf. auch Güterverkehre) vom motorisierten Individualverkehr auf den öffentlichen Verkehr zu verlagern (beim Güterverkehr: auf Schiene oder Binnenschiff).
Neben der Angebotsoptimierung und -ausweitung, beispielsweise durch neue Stadtbahnstrecken oder dichtere Bustakte im öffentlichen Verkehr, werden insbesondere im Straßenverkehr zur Verkehrsverlagerung auch Restriktionen eingesetzt. Beispiele hierfür sind rechtliche Beschränkungen wie Fahrverbote für besonders emissionsstarke PKW oder fiskalische Instrumente wie Straßenbenutzungsgebühren (Maut). Insgesamt wird angestrebt, den Modal-Split-Anteil relativ umweltfreundlicher Verkehrsmittel zu erhöhen.
Versuche auf bundesweiter Ebene sind bisher selten erfolgreich. Beispielsweise sind Versuche der Verlagerung von Verkehren auf Binnenschiffe regelmäßig gescheitert.
Auf lokaler Ebene sind Beispiele wie Freiburg oder Karlsruhe  bekannt, wo es gelang, den Anteil des PKW-Verkehrs zu verringern und den von ÖPNV und/oder Radverkehr zu erhöhen (siehe auch Radverkehr in Freiburg im Breisgau). In vielen Universitätsstädten erhalten seit Jahren alle Studenten ein Semesterticket; viele Schüler in Nordrhein-Westfalen haben z. B. ein SchokoTicket des Verkehrsverbundes Rhein-Ruhr. Dies hat (wohl in Verbindung mit deutlich gestiegenen Kraftstoffkosten) den Anteil der Autobenutzer im Ausbildungsverkehr verringert.
Auch die Citymaut in London oder Stockholm hat zu Verringerungen des Kfz-Verkehrs um bis zu 20 % geführt.
Auf europäischer Ebene wird mit dem Marco-Polo-Programm die Verkehrsverlagerung von der Straße auf Schiene, Seeschiffe und Binnenschiffe gefördert.

### Kritik
Es gab und gibt eine breite Diskussion über Methoden der Beschränkung von Verkehren, Verlagerung von Verkehren und/oder Verminderung von Verkehren. Das Instrument der Politik auf Bundesebene ist beispielsweise seit Jahrzehnten der Bundesverkehrswegeplan. Dessen Prognosen zur künftigen Verkehrsentwicklung wurden (Stand 2011) bisher (außer für Binnenschiffsfrachten) fast immer übertroffen. Bisher ist jede Methode jenseits der an der Nachfrage der Verkehrsteilnehmer orientierten Angebotspolitik gescheitert oder den Beweis des Erfolgs schuldig geblieben und somit ohne vorteilhafte Wirkung auf die Unfallhäufigkeit.
Erfüllt wurden hingegen Prognosen zum Sinken der Umweltbelastung, z. B. durch die Verbreitung des Dieselpartikelfilters.
Bisher wurden in der Bundesverkehrswegeplanung selten wirkliche Restriktionen beim Kfz-Verkehr umgesetzt. 